# Szakma
A szakma (más néven mesterség) képzettséget (és gyakorlatot) igénylő foglalkozás; ill. az iparnak valamely ága és jelenti annak művelőit együttesen.

## Fogalma
A szakma fogalma bizonyos tevékenységi kör betöltéséhez szükséges ismeretek, készségek, képességek, tapasztalatok együttesét jelenti. A munka világában egy meghatározott feladatcsoport elvégzéséhez szükséges szaktudás. Szakmája lehet valakinek rendszeres gyakorlás nélkül is (például frissen végzett szakember, más foglalkozást űző stb.), ennélfogva a szakma több, mint a foglalkozás.

## A szakképzés
A szakképzés feladata a szakmák végzésére való felkészítés. A szakképzettség a szakma egyik meghatározója, amely magában foglalja a hordozójának (szakember) elméleti és gyakorlati szakmai ismereteit. Három szintje van a szakképzettségnek (alap-, közép-, felső szintű), míg a szakember csak közép- vagy felsőfokon végzett lehet. A szakképzettség irányát szellemieknél a tudományterület, fizikaiaknál a munkatípus jelenti.

## Rokon jelentésű szavak
Foglalkozás, hivatás, mesterség, állás.